# Helsinki (fyrskepp)
Fyrskeppet Helsinki är ett finländskt fyrskepp som  tjänstgjorde i finländska farvatten från 1918 till 1959.
Fartyget byggdes 1912 vid Putilov varv i Sankt Petersburg och fick namnet Libausky (ЛИБАУСКЫ). Hon är 42,7 meter lång och 7,6 meter bred och hade två kol eldade ångpannor och en ångmaskin med 240 hästkrafter. Fyrskeppet tjänstgjorde utanför Liepāja i Lettland till 1918 då hon kapades av tyskutbildade  jägare och fördes till Finland som krigsbyte. Hon övertogs av finska staten och tänstgjorde som finskt fyrskepp vid Relandersgrund utanför Raumo från 1918 till 1921.
Fyrapparaten, som ursprungligen var eldriven, byttes ut mot en acetylendriven 1922. Till 1959 tjänstgjorde hon på Äransgrund utanför Helsingfors på vintern och 1933 ändrades fyrskeppets namn till Helsinki. När vinterkriget bröt ut 1938 beväpnades hon med luftvärnskanoner.
Helsinki skadades i ett flyganfall när hon låg i Åbo 1940 och en person omkom. Året efter skadades hon igen när tre ryska minfartyg, som låg intill henne, exploderade. Fyrskeppets yttersidor trycktes ihop men hon höll sig flytande och besättningen på 15 man överlevde.
År 1959 ersattes fyrskeppet av en kassunfyr och togs ur drift. 
Hon byggdes om och tjänstgjorde under namnet Hyöky som moderfartyg för sjömätning. År 1983 övertogs hon av en privatperson och byggdes om till restaurang. Fyrskeppet har hemmahamn i Fredrikshamn men har besökt Helsingfors vid flera tillfällen. Ångpannorna och ångmaskinen är bevarade, men är inte besiktade, så Helsinki måste bogseras från plats till plats.